# Kbsp wz. 1938M
Il Karabin samopowtarzalny wzór 1938M (Kbsp wz. 1938M ovvero fucile semiautomatico modello 38M), era un fucile semiautomatico polacco camerato per il 7,92 mm Mauser e usato in minime quantità dall'esercito polacco durante l'invasione tedesca del 1939.

## Storia
Il fucile fu progettato dall'ingegnere polacco Józef Maroszek (1904-1985), ben più noto per il fucile anticarro wz. 1935 "Ur". Maroszek uscì infatti vincitore dalla competizione del 1934 per trovare un fucile semiautomatico da assegnare in dotazione all'esercito polacco. La produzione dell'arma cominciò nel 1936 e proseguì (tra prototipi ed esemplari di pre-produzione) fino al 1938. La produzione vera e propria (che non raggiunse mai la produzione di massa) cominciò a metà del 1938, ma solo 150 (probabilmente meno) fucili furono realizzati prima dell'invasione tedesca del 1939 e la produzione non venne mai ripresa durante l'occupazione. La produzione iniziale dell'arma era stata affidata allo Zbrojownia N°2 (Arsenale N°2) di Varsavia, mentre le canne venivano fornite dalle Panstwowa Fabryka Karabinow, localizzata sempre a Varsavia.

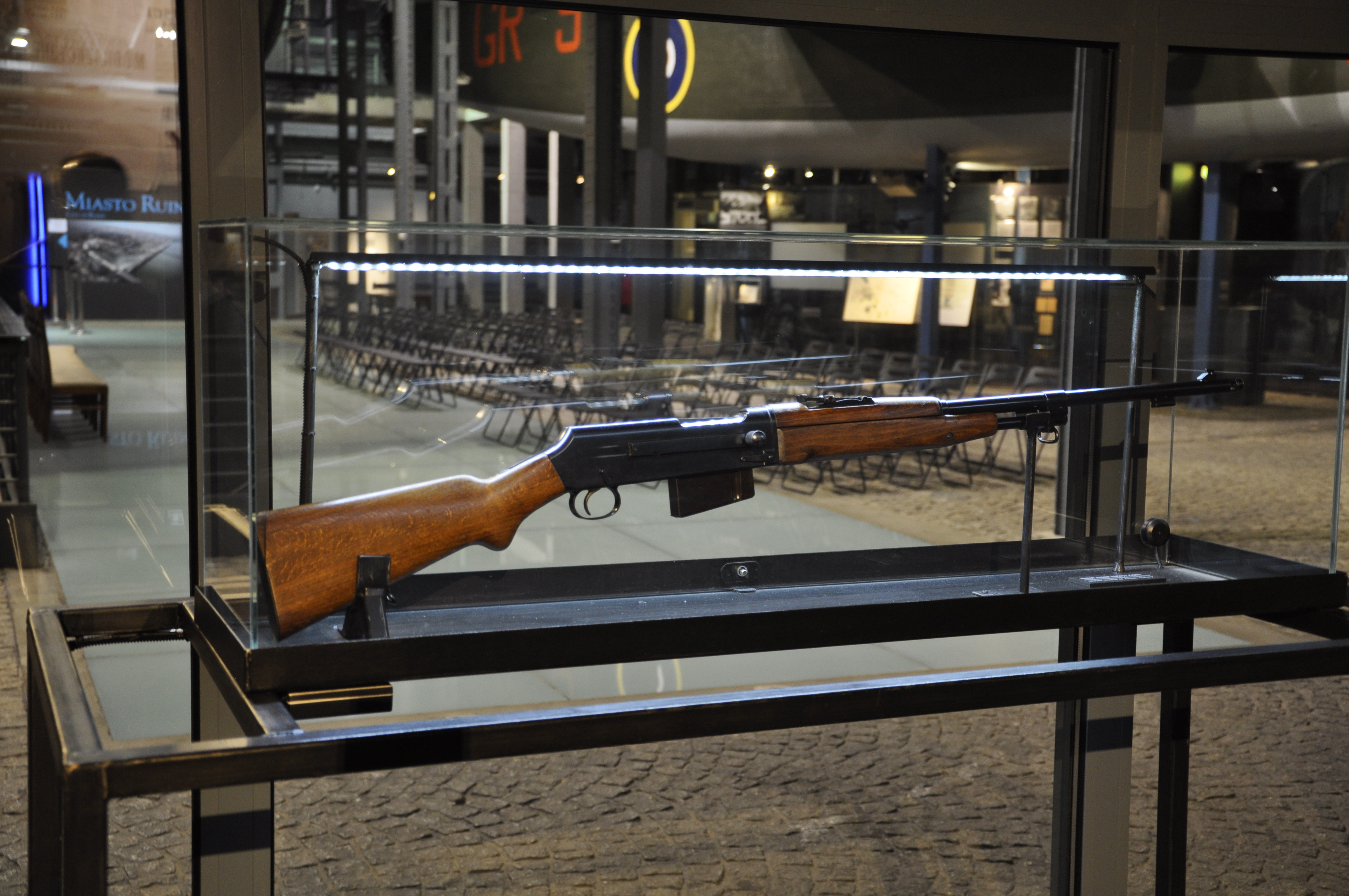
Kbsp wz. 1938M

L'esemplare con seriale più alto è il N°1054 (si è soliti porre l'inizio della produzione al N°1001, senza contare prototipi ed esemplari di pre-produzione). Fu deciso di trasferire la produzione alla Fabryka Broni di Radom nel 1938; tuttavia, non è chiaro se qualche fucile abbia lasciato effettivamente gli stabilimenti prima dell'arrivo dei tedeschi (tutti gli esemplari ad oggi noti espongono il punzone Zbr.2). Lo stesso Maroszek affermò di aver visto soldati tedeschi armati di wz. 1938M nella Varsavia occupata, ma rimane l'unica prova della distribuzione dei pochi fucili prodotti tra le truppe tedesche.
Il fucile è azionato a gas (cilindro localizzato sotto la canna) con otturatore basculante. Il caricatore da 10 colpi non amovibile viene ricaricato con stripper clip Mauser da 5 colpi, mentre la sicura è posizionata sul lato destro del castello, appena sopra il grilletto. Il fucile presenta un alzo a tangente tarato da 300 a 2.000 m (analogamente a quanto visibile sui Mauser tedeschi). L'arma è predisposta per il montaggio della baionetta standard dell'esercito polacco (wz. 1929). Il calcio è realizzato in due pezzi e presenta due anelli per la cinghia.
Ad oggi, si tratta del fucile militare più difficile da reperire per i collezionisti. Solo nove esemplari sono sopravvissuti e si trovano in varie collezioni in giro per il mondo. Un esemplare (disattivato per giunta) è visionabile nel Museo dell'Esercito a Varsavia, uno nel Museo delle Forze Armate di Mosca, sei si trovano in collezioni private negli Stati Uniti e uno in una collezione privata in Germania. In passati vi furono voci di un esemplari conservato al Museo della Guerra di Pechino ma non vi sono mai state conferme. I numeri seriali noti sono 1017, 1019, 1027, 1030, 1040, 1048 e 1054 (non sono noti i seriali del fucile a Mosca e di quello nella collezione in Ohio). Il numero 1048 fu acquistato nell'aprile 2017 dal governo polacco per la somma di 69.000 $ dopo una vicenda giudiziaria che suscitò notevole clamore in America.

## Uso militare
Vi è un solo uso registrato di tale fucile e tale registrazione proviene dalle memorie dello stesso Maroszek. Durante l'evacuazione del personale militare dall'Instytut Techniki Uzbrojenia, il treno fu attaccato nei pressi della cittadina di Zdołbunow da due aerei tedeschi. Maroszek cominciò a sparare verso i velivoli, uccidendo il mitragliere e ferendo il pilota di uno degli aerei, costringendolo ad atterrare. Il racconto fu confermato dai testimoni oculari dell'evento.